# (7957) Antonella
(7957) Antonella (1994 BT) – planetoida z pasa głównego asteroid okrążająca Słońce w ciągu 4,62 lat w średniej odległości 2,77 j.a. Odkryta 17 stycznia 1994 roku.